# Rolf Zetterlund
Rolf Zetterlund, född 2 januari 1942 i Ludvika, är en svensk tidigare fotbollsspelare och tränare.
Zetterlund är känd för att ha fört upp IK Brage från tredjeligan (division 2) till Allsvenskan på tre år. I Allsvenskan 1980 hamnade IK Brage på fjärde plats och då var Zetterlund spelande tränare i laget. Samma år förde han laget till final i den svenska cupen, men där blev det förlust med 6–7 efter straffsparkar mot Malmö FF. Zetterlund missade sin egen straff.
För sin stora prestation under fotbollsåret 1980 fick han som 38-åring Guldbollen, vilket gjorde honom till den äldste vinnaren av utmärkelsen fram till att Zlatan Ibrahimovic vann Guldbollen år 2020. Utmärkelsen var också speciell i det avseendet att Zetterlund är den ende (2024) vinnaren som aldrig spelat för svenska fotbollslandslaget.
Zetterlund fortsatte sedan som elittränare under två decennier. Han ledde även Örebro SK (1988) och Hammarby IF (1997) till uppflyttning till allsvenskan, och vann minst en medalj med alla klubbar han tränade i allsvenskan, förutom Brage även AIK, Örebro, Malmö FF och Hammarby.

## Meriter
- Guldbollen-vinnare: 1980

## Anmärkningslista
1. ↑  I fotbollsallsvenskan delas medalj ut till de fyra bästa lagen i sluttabellen (guld, stora silver, lilla silver och brons)